# 第113回日劇學院賞
←第112回 - 第113回 - 第114回→
第113回日劇學院賞，針對2022年7月到9月在日本播出夏季檔連續劇所做出的投票與評比。本季獲最優秀作品賞為TBS電視台的《石子與羽男：這種事能告嗎？》，此劇共獲五項獎項為本季最多。

## 得獎名單

### 最佳作品
1. 石子與羽男：這種事能告嗎？[1]
2. 初戀的惡魔
3. 六本木Class
4. 鋼盔男兒
5. 魔法翻新
6. 新·信長公記～信長君與我～

- 讀者票：1. 石子與羽男-這種事能告嗎？- ；2. 鋼盔男兒 ；3. 新·信長公記～信長君與我～ ；4. 公平交易英雄 ；5. NICE FLIGHT!

- 記者票：1. 初戀的惡魔 ；2. 石子與羽男-這種事能告嗎？- ；3. 六本木Class ；4. 魔法翻新 ；5. 與雪女同行吃蟹

- 評審票：1. 石子與羽男-這種事能告嗎？- ；2. 初戀的惡魔 ；3. 魔法翻新 ；4. OCTO～感情搜查官心野朱梨～  ；5. 六本木Class

### 最佳男主角
1. 中村倫也（石子與羽男：這種事能告嗎？）[2]
2. 竹内涼真（六本木Class）
3. 坂口健太郎（公平交易英雄）
4. 林遣都（初戀的惡魔）
5. 仲野太賀（初戀的惡魔）

- 讀者票：1. 坂口健太郎（公平交易英雄）；2. 町田啓太（鋼盔男兒）；3. 永瀨廉（新·信長公記～信長君與我～）；4. 中村倫也（石子與羽男：這種事能告嗎？）；5. 玉森裕太（NICE FLIGHT!）

- 記者票：1. 林遣都（初戀的惡魔）；2. 中村倫也（石子與羽男：這種事能告嗎？）；3. 竹内涼真（六本木Class）；4.仲野太賀（初戀的惡魔）；5. 綾野剛（老菜鳥）

- 評審票：1. 中村倫也（石子與羽男：這種事能告嗎？）；2. 竹内涼真（六本木Class）；3. 坂口健太郎（公平交易英雄）；3. 綾野剛（老菜鳥）；3. 仲野太賀（初戀的惡魔）；3. 林遣都（初戀的惡魔）

### 最佳女主角
1. 有村架純（石子與羽男：這種事能告嗎？）[3]
2. 杏（公平交易英雄）
3. 波瑠（魔法翻新）
4. 黑木華（我的姐姐）
5. 黑島結菜（心胸咚咚）

- 讀者票：1. 杏（公平交易英雄）；2. 有村架純（石子與羽男：這種事能告嗎？）；3. 永野芽郁（騎上獨角獸）；4. 杉咲花（Prism）；5. 黑島結菜（心胸咚咚）

- 記者票：1. 有村架純（石子與羽男：這種事能告嗎？）；2. 永野芽郁（騎上獨角獸）；3. 波瑠（魔法翻新）；4.黑木華（我的姐姐）；5. 黑島結菜（心胸咚咚）

- 評審票：1. 有村架純（石子與羽男：這種事能告嗎？）；2. 波瑠（魔法翻新）；3. 黑木華（我的姐姐）；4. 仁村紗和（你的東西在這裡）；5. 黑島結菜（心胸咚咚）

### 最佳男配角
1. 赤楚衛二（石子與羽男：這種事能告嗎？）[4]
2. 早乙女太一（六本木Class）
3. 安田顯（初戀的惡魔）
4. 西島秀俊（騎上獨角獸）
5. 佐野勇斗（鋼盔男兒）

- 讀者票：1. 赤楚衛二（石子與羽男：這種事能告嗎？）；2. 佐野勇斗（鋼盔男兒）；3. 西畑大吾（新·信長公記～信長君與我～）；4. 西垣匠（歡迎光臨自助洗衣店）；5. 早乙女太一（六本木Class）

- 記者票：1. 早乙女太一（六本木Class）；2. 柄本明（新·信長公記～信長君與我～）；3. 安田顯（初戀的惡魔）；4. 間宮祥太朗（魔法翻新）；5. 坂東龍汰（騎上獨角獸）

- 評審票：1. 西島秀俊（騎上獨角獸）；2. 赤楚衛二（石子與羽男：這種事能告嗎？）；3. 早乙女太一（六本木Class）；4. 香川照之（六本木Class）；5. 安田顯（初戀的惡魔）

### 最佳女配角
1. 松岡茉優（初戀的惡魔）[5]
2. 平手友梨奈（六本木Class）
3. 小池榮子（公平交易英雄）
4. 白石麻衣（鋼盔男兒）
5. 山田杏奈（新·信長公記～信長君與我～）

- 讀者票：1. 小池榮子（公平交易英雄）；2. 白石麻衣（鋼盔男兒）；3. 山田杏奈（新·信長公記～信長君與我～）；4. 平手友梨奈（六本木Class）；5. MEGUMI（石子與羽男：這種事能告嗎？）

- 記者票：1. 松岡茉優（初戀的惡魔）；2. 平手友梨奈（六本木Class）；3. 比嘉愛未（純愛不協和音）；4. 榮倉奈奈（老菜鳥）；5. 吉川愛（純愛不協和音）

- 評審票：1. 松岡茉優（初戀的惡魔）；2. 平手友梨奈（六本木Class）；3. 小池榮子（公平交易英雄）；4. 淺田美代子（赤Nurse Call）；5. 入山法子（與雪女同行吃蟹）

### 最佳電視劇歌曲
1. 《燦燦》三浦大知（心胸咚咚） [6]
2. 《Start Over》THE BEAT GARDEN（六本木Class）
3. 《初戀的惡魔》SOIL&"PIMP"SESSIONS（初戀的惡魔）
4. 《人類遊戲》RADWIMPS（石子與羽男：這種事能告嗎？）
5. 《星之雨》Johnny's WEST（與雪女同行吃蟹）

- 讀者票：1.《電源鍵》放浪新世代 from 放浪一族（鋼盔男兒）；2.《GLOW》Idom（公平交易英雄）；3.《人類遊戲》RADWIMPS（石子與羽男：這種事能告嗎？）；4.《TraceTrace》King & Prince（新·信長公記～信長君與我～）；5.《Two as One》Kis-my-Ft2（NICE FLIGHT!）

- 記者票：1.《初戀的惡魔》SOIL&"PIMP"SESSIONS（初戀的惡魔）；2.《Start Over》THE BEAT GARDEN（六本木Class）；3.《星之雨》Johnny's WEST（與雪女同行吃蟹）；4.《地糧》Yorushika（魔法翻新）；5.《人類遊戲》RADWIMPS（石子與羽男：這種事能告嗎？）

- 評審票：1.《燦燦》三浦大知（心胸咚咚）；2.《雨燦燦》King Gnu（老菜鳥）；3.《Start Over》THE BEAT GARDEN（六本木Class）；4.《Baka Survivor》Ulfuls （你的東西在這裡）；5.《星之雨》Johnny's WEST（與雪女同行吃蟹）

### 最佳劇本
1. 坂元裕二（初戀的惡魔）
2. 西田征史（石子與羽男：這種事能告嗎？）
3. 櫻井剛（你的東西在這裡）

### 最佳導演
1. 塚原亞由子、山本剛義（石子與羽男：這種事能告嗎？）
2. 水田伸生、鈴木勇馬、塚本連平（初戀的惡魔）
3. 瑠東東一郎、本田隆一（魔法翻新）

## 外部連結
- 第113回日劇學院賞 （页面存档备份，存于）